# Mesnil-Clinchamps
Pour les articles homonymes, voir Mesnil.
Mesnil-Clinchamps est une ancienne commune française, située dans le département du Calvados en région Normandie, peuplée de 925 habitants, devenue le 1er janvier 2017 une commune déléguée au sein de la commune nouvelle de Noues de Sienne.

## Géographie

### Localisation
La commune est située dans le Bocage virois. Le bourg, sur les rives de la Brévogne (affluent de la Vire), est excentré au nord-ouest, à 3 km de la RD 524. Il se situe à 5 km à l'est de Saint-Sever-Calvados et à 9 km à l'ouest de Vire.
| Le Mesnil-Caussois   | Le Mesnil-Benoist    | Le Mesnil-Robert (par un angle) Vire-Normandie (comm. dél. de Coulonces) |
| Saint-Sever-Calvados | Mesnil-Clinchamps    | Vire-Normandie (comm. dél. de Coulonces)                                 |
| Saint-Sever-Calvados | Saint-Manvieu-Bocage | Saint-Manvieu-Bocage                                                     |

### Géologie et relief
Le point culminant (232 m) se situe en limite sud-est, près du lieu-dit la Rebinière. Le point le plus bas (111 m) correspond à la sortie de la Brévogne du territoire, à l'est. La commune est bocagère.

### Hydrographie
Mesnil-Clinchamps est dans le bassin de la Vire, pour la presque totalité de son territoire par son affluent la Brévogne qui arrose le bourg et dont une dizaine d'affluents et sous-affluents draine les eaux de la commune. Une petite partie à l'ouest est parcourue par le ruisseau de la Fontaine du Chien qui livre ses eaux à la Cunes, sous-affluent de la Vire par la Drôme.

## Urbanisme

### Voies de communication et transports
Le sud du territoire est traversé par la RD 524 (ancienne RN 24bis) qui joint Vire à l'est à Saint-Sever-Calvados, limitrophe à l'ouest. Le bourg y est relié par la D 185 qui se prolonge jusqu'à Champ-du-Boult au sud et qui mène au Mesnil-Benoist et à Landelles-et-Coupigny au nord. La D 185a relie directement le bourg à Vire. La D 218 traverse le sud-est du territoire permettant de joindre le hameau des Carreaux, à l'ouest, au bourg de Saint-Manvieu-Bocage, au sud. L'accès à l'A84 est à Fleury (échangeur 37) vers Rennes à 20 km à l'ouest, et à Pont-Farcy (échangeur 39) vers Caen à 12 km au nord.

## Toponymie
Le nom de la localité est attesté sous la forme latinisée Clincampus en 1180, Clincamp en 1278. La commune s'appelait Saint-Martin-des-Champs avant la Révolution et prit alors le nom de Clinchamps jusqu'en 1924, puis Mesnil-Clinchamps permettant de la différencier des communes homonymes.
L'ancien français mesnil « domaine rural », est à l'origine de nombreux toponymes, notamment en Normandie. Clinchamps est une formation toponymique médiévale en -champ, dont le premier élément est l'ancien français (en)clin « incliné », d'où le sens global de « champ en pente »,.
Le gentilé est Clinchampois.

## Politique et administration
| Période                                  | Période       | Identité            | Étiquette | Qualité    |
| ---------------------------------------- | ------------- | ------------------- | --------- | ---------- |
| Les données manquantes sont à compléter. |               |                     |           |            |
| 1923                                     | 1930          | Alfred Jeanne       |           |            |
| 1930                                     | 1954          | Victor Huet         |           |            |
| 1954                                     | 1977          | Émile Levasseur     |           |            |
| 1977                                     | mars 2008     | Pierre Brison       | SE        |            |
| mars 2008                                | décembre 2016 | Marie-Josèphe Viard | SE        | Infirmière |

Le conseil municipal était composé de quinze membres dont le maire et trois adjoints.

## Population et société

### Démographie
L'évolution du nombre d'habitants est connue à travers les recensements de la population effectués dans la commune depuis 1793. À partir du 1er janvier 2009, les populations légales des communes sont publiées annuellement dans le cadre d'un recensement qui repose désormais sur une collecte d'information annuelle, concernant successivement tous les territoires communaux au cours d'une période de cinq ans. 
Pour les communes de moins de 10 000 habitants, une enquête de recensement portant sur toute la population est réalisée tous les cinq ans, les populations légales des années intermédiaires étant quant à elles estimées par interpolation ou extrapolation. Pour la commune, le premier recensement exhaustif entrant dans le cadre du nouveau dispositif a été réalisé en 2008,.
En 2021, la commune comptait 925 habitants, en évolution de −5,23 % par rapport à 2015 (Calvados : +1,58 %, France hors Mayotte : +2,49 %).
Mesnil-Clinchamps (à l'époque Clinchamps) a compté jusqu'à 1 654 habitants en 1831.
| 1793  | 1800  | 1806  | 1821  | 1831  | 1836  | 1841  | 1846  | 1851  |
| ----- | ----- | ----- | ----- | ----- | ----- | ----- | ----- | ----- |
| 1 468 | 1 378 | 1 563 | 1 547 | 1 654 | 1 564 | 1 556 | 1 585 | 1 567 |

| 1856  | 1861  | 1866  | 1872  | 1876  | 1881  | 1886  | 1891  | 1896  |
| ----- | ----- | ----- | ----- | ----- | ----- | ----- | ----- | ----- |
| 1 520 | 1 474 | 1 402 | 1 357 | 1 305 | 1 204 | 1 230 | 1 148 | 1 247 |

| 1901  | 1906  | 1911  | 1921 | 1926 | 1931 | 1936 | 1946 | 1954 |
| ----- | ----- | ----- | ---- | ---- | ---- | ---- | ---- | ---- |
| 1 162 | 1 080 | 1 021 | 943  | 940  | 904  | 862  | 930  | 920  |

| 1962 | 1968 | 1975 | 1982 | 1990 | 1999 | 2008 | 2013 | 2018 |
| ---- | ---- | ---- | ---- | ---- | ---- | ---- | ---- | ---- |
| 871  | 773  | 719  | 734  | 789  | 833  | 961  | 969  | 952  |

| 2019 | - | - | - | - | - | - | - | - |
| ---- | - | - | - | - | - | - | - | - |
| 943  | - | - | - | - | - | - | - | - |

## Culture locale et patrimoine

### Lieux et monuments
- Église Saint-Martin (en partie du XIIe siècle) qui abrite une crypte du XIIe siècle inscrite aux Monuments historiques[14], ainsi que différentes œuvres classées à titre d'objets également aux Monuments historiques.
- Gare de Mesnil-Clinchamps.

### Personnalités liées à la commune
- Marcel Restout (1927 à Mesnil-Clinchamps-2004), homme politique.
- Jacques Drucker, médecin et chercheur né à Mesnil-Clinchamps en 1946.